# Paget Peak
Paget Peak är en bergstopp i Kanada.   Den ligger i provinsen British Columbia, i den centrala delen av landet, 3 000 km väster om huvudstaden Ottawa. Toppen på Paget Peak är 2 560 meter över havet, eller 37 meter över den omgivande terrängen. Bredden vid basen är 0,49 km.
Terrängen runt Paget Peak är bergig åt sydväst, men åt nordost är den kuperad. Trakten runt Paget Peak är nära nog obefolkad, med mindre än två invånare per kvadratkilometer.. Närmaste större samhälle är Lake Louise, 13,3 km öster om Paget Peak. 
Trakten runt Paget Peak består i huvudsak av gräsmarker.